# Источник вечного наслаждения (книга)
«Источник вечного наслаждения», с 2008 года издаётся на русском языке под названием «Кри́шна, Верховная Личность Бога» (англ. Kṛṣṇa, the Supreme Personality of Godhead) — книга основателя Международного общества сознания Кришны (ИСККОН) Бхактиведанты Свами Прабхупады. Публикуется издательством «Бхактиведанта Бук Траст» и представляет собой краткое изложение десятой песни «Бхагавата-пураны», в которой описывается жизнь и деяния Кришны. Книга повествует о причинах и обстоятельствах воплощения Кришны на Земле, описывает детство Кришны во Врадже, рассказывает о различных приключениях Кришны, сражениях с демонами, любовных играх с девушками-пасту́шками гопи и об основании Кришной города Двараки.
Впервые книга была опубликована в 1970 году издательством ISKCON Press на деньги (19 000 долларов США, что в современных долларах составляет более 100 000), пожертвованные Джорджем Харрисоном. Харрисон также написал к книге предисловие, из-за чего она пользовалась большой популярностью среди молодёжи.
По данным на 2006 год книга была переведена и опубликована на 20 языках суммарным тиражом более 5 млн экземпляров. На русском языке книга впервые вышла в 1986 году под названием «Источник вечного наслаждения». В 2003 году на английском и в 2008 году на русском (под новым названием «Кришна, Верховная Личность Бога») вышло специальное издание, включившее в себя новые иллюстрации, выполненные литовской художницей Деваки Даси.

## Сюжет
«Источник вечного наслаждения» представляет собой краткое литературное изложение десятой песни «Бхагавата-пураны». Как говорится в самой «Бхагавата-пуране», этот санскритский текст был записан мудрецом Вьясой в начале 3 тысячелетия до н. э. Бхактиведанта Свами Прабхупада описывает рождение и жизнь Кришны как реальные исторические события, произошедшие более 5000 лет назад в Северной Индии. Кришна описывается как «Верховная Личность Бога», как верховный Бог, изначальный источник всех аватар Вишну, воплотившийся на Земле с целью явить свои духовные игры и восстановить принципы дхармы.
Книга начинается с описания астрологических знаков, предвещающих рождение Кришны и указывающих на его божественное происхождение. Затем следует описание детства Кришны в пастушеской деревне Вриндаване, расположенной на берегу реки Ямуны. С первых месяцев своего пребывания на Земле, Кришна подвергается атакам со стороны различных демонических тварей, посылаемых царём Матхуры Камсой. Кришна, однако, демонстрируя свою божественную силу, одного за другим убивает всех посылаемых Камсой асуров. Необыкновенная красота Кришны пробуждает к нему любовь в сердцах юных пастушек гопи. В полнолунные ночи, Кришна играет на флейте в лесу на берегу Ямуны. Заслышав сладкие и манящие звуки флейты Кришны, гопи, теряя рассудок от любви, прибегают на встречу с прекрасным пастушком и танцуют с ним всю ночь напролёт (раса-лила).
Затем в книге рассказывается о том, как Кришна уходит из Вриндавана, убивает Камсу, основывает город Двараку и женится на 16 108 царевнах.

## История создания
Бхактиведанта Свами Прабхупада начал перевод с санскрита и комментирование «Бхагавата-пураны» в 1959 году во Вриндаване.
Это был самый амбициозный литературный проект Прабхупады. По его замыслу, готовый перевод с комментариями должен был быть опубликован в 60 томах. Прабхупада писал по следующей схеме: сначала давал латинскую транслитерацию санскритского текста с деванагари, затем пословный перевод на английский, затем литературный перевод на английский, и, наконец, свой комментарий к стиху. В 1965 году, опубликовав первую из двенадцати песней «Бхагавата-пурнаны», Прабхупада отправился в США, где годом позднее основал Международное общество сознания Кришны (ИСККОН).
В Америке Прабхупада продолжил работу по переводу «Бхагавата-пураны» и в конце 1968 года уже заканчивал перевод третьей песни. На завершение этой работы могло уйти много лет и Прабхупада боялся умереть, так и не закончив свой монументальный труд. Приоритетным Прабхупада считал перевод десятой песни, в которой содержится жизнеописание Кришны и которая считается кульминацией всего произведения. Прабхупада считал десятую песнь ключевым текстом для понимания Бога как личности. Он решил отойти от своей традиционной схемы перевода и создать литературное переложение десятой песни, изложив её содержание в форме «трансцендентальных историй» из жизни Кришны.
В декабре 1968 года в Лос-Анджелесе Прабхупада приступил к параллельному написанию двух новых книг: литературных переложений десятой песни «Бхагавата-пураны» и средневекового кришнаитского богословского трактата «Бхакти-расамрита-синдху». Первая из этих книг впоследствии была издана под названием «Кришна — Верховная Личность Бога» (в русском издании — «Источник вечного наслаждения»), а вторая получила название «Нектар преданности». Первый месяц Прабхупада работал над книгами в коттедже в Беверли-Хиллз, арендованном для него кришнаитами специально для этой цели. Будучи глубоко погружённым в работу, Прабхупада появлялся в лос-анджелесском храме только по воскресеньям. Сатсварупа Даса Госвами описывает в «Шрила Прабхупада-лиламрите», что в период работы над книгой Прабхупада ежедневно просыпался около часа ночи и до самого утра начитывал книгу на диктофон.
Весной и летом 1969 года Прабхупада путешествовал и проповедовал по США и Канаде, а в августе того же года впервые посетил Европу. В Гамбурге он инициировал первых немецких учеников, а в Лондоне остановился на семь недель в поместье Джона Леннона Титтенхёрст, где продолжил работу над «Источником вечного наслаждения».
Ко времени прибытия в Англию Прабхупада уже подготовил достаточно материала для издания первого тома (первое издание «Источника вечного наслаждения» вышло в двух томах). Готовы также были иллюстрации, созданные кришнаитами специально для этой книги. Однако, денег на публикацию дорогого, богато иллюстрированного издания пока не было.
Работу над вторым, последним томом, Прабхупада завершил в Лос-Анджелесе в феврале 1970 года. Закончив последнюю главу «Источника вечного наслаждения», Прабхупада начал диктовать литературное переложение следующей, одиннадцатой песни «Бхагавата-пураны». Однако, проблемы в лос-анджелесском храме отвлекли его и работу над одиннадцатой песнью он прекратил.

## История публикации

### Предыстория
В августе 1968 года три семейные пары американских учеников Бхактиведанты Свами Прабхупады (Мукунда и Джанаки, Шьямасундара и Малати, Гурудаса и Ямуна) прибыли в Лондон с целью открыть там кришнаитский храм. Поставив перед собой цель войти в контакт с The Beatles и заинтересовать участников легендарной группы «сознанием Кришны», кришнаиты несколько раз приходили в штаб-квартиру Apple Corps в центре Лондона. Они оставляли для битлов различные подарки: торты и яблочные пироги с надписью «Харе Кришна», кассеты с записью мантры «Харе Кришна» и т. п. Однако, долгое время все попытки привлечь внимание «ливерпульской четвёрки» оканчивались неудачей.
Прорыв произошёл в канун Рождества 1968 года, когда Йоко Оно обратила внимание на бритоголового и одетого в кришнаитские одежды Шьямасундару, ожидавшего у входа в здание Apple Corps возможности поговорить с одним из битлов. Йоко пригласила Шьямасундару в фойе, где его заметил Джордж Харрисон. Харрисон встретил Шьямасундару как старого друга. Как оказалось, Харрисон узнал о кришнаитах ещё в декабре 1966 года, купив в Америке записанный Прабхупадой альбом Krishna Consciousness («Сознание Кришны»), на котором кришнаитский гуру спел мантру «Харе Кришна» и объяснил её значение. С тех пор, Харрисон часто пел мантру, иногда вместе с Джоном Ленноном.
Харрисон начал регулярно общаться с кришнаитами и в сентябре 1969 года впервые встретился с прибывшим в Англию Прабхупадой. Летом 1969 года Харрисон вместе с кришнаитами лондонского храма сформировал ансамбль Radha Krishna Temple и выпустили на лейбле Apple Records сингл «Hare Krishna Mantra», представлявший собой мантру «Харе Кришна», записанную в виде поп-песни. Сингл поднялся до 12-го места в UK Singles Chart, и оказался в десятке лучших в чартах большинства стран Европы и в Японии. В результате коммерческого успеха сингла, кришнаиты четыре раза исполнили песню в популярной музыкальной телепередаче Top of the Pops. Осенью 1969 года Харрисон также оказал ИСККОН финансовую помощь в открытии лондонского храма Радхи-Кришны.

### Пожертвование Джорджа Харрисона на издание книги
К концу 1969 года первый из двух томов «Источника вечного наслаждения» был готов к публикации. Прабхупада хотел издать книгу тиражом в 5000 экземпляров с 54 цветными иллюстрациями, что, по оценке типографии, должно было обойтись в 19 000 долларов США. Прабхупада предложил Шьямасундаре попросить эту сумму у Джорджа Харрисона. Шьямасундара высказал свои сомнения в целесообразности этого шага, ведь кришнаиты никогда до того ничего не просили у музыканта, только принимая ту помощь, которую он предлагал сам. Прабхупада, однако, хотел дать возможность Харрисону принять участие в издании этого важного кришнаитского текста, способного помочь людям понять Бога как личность. Прабхупада заметил, что благодаря Харрисону, имя Кришны уже получило на Западе широкую известность, но практически никто из западных людей не знал о жизни и деяниях Кришны, о том, как он выглядел. Убедив Шьямасундару в необходимости этого шага, Прабхупада благословил своего ученика, сказав, что Кришна поможет ему найти нужные слова.
На следующий вечер, Шьямасундара и Харрисон отправились ужинать домой к британскому скульптору Дэвиду Уинну. После вегетарианского ужина, началась гроза, за окном раздавались раскаты грома. Когда Харрисон и Шьямасундара собрались было уходить, Шьямасундара набрался мужества и передал Харрисону просьбу Прабхупады. В тот момент, когда Харрисон должен был дать свой ответ, в крышу ударила молния и в доме погас свет. Когда освещение вернулось, Харрисон откинулся в своём кресле, широко улыбнулся и сказал: «Да, с этим не поспоришь, не так ли?»
Харрисон согласился оплатить издание книги, но вскоре пожалел об этом. Шьямасундара так же чувствовал себя неловко. В конце концов, он не хотел просить у Харрисона деньги, также как и Харрисон не хотел, чтобы у него их просили. Узнав об этом, Прабхупада встретился с Харрисоном, который не преминул посетовать на то, что каждый день кто-то просил у него что-то. Прабхупада рассказал Харрисону о значимости публикации «Источника вечного наслаждения» и объяснил, что пожертвовав деньги на издание этой книги, тот сделал важное служение для Кришны. Аргументы Прабхупады показались Харрисону убедительными и вскоре он забыл о своих сожалениях.

### Предисловие Джорджа Харрисона
В знак благодарности за щедрое пожертвование Харрисона, Прабхупада предложил ему написать к книге предисловие. После некоторых колебаний, Харрисон согласился. Спустя десять лет он вспоминал:
Я вовсе не думал, что был достоин написать предисловие к книге Прабхупады. С одной стороны, то, что я знаменит, должно было помочь. Но с другой стороны, это могло оказаться серьёзной помехой, ведь не все хотят слушать меня или верить в то, что я говорю. Многих людей попросту оттолкнул бы тот факт, что эти вещи говорю именно я. Если бы мне в руки попала книга о Кришне с предисловием, написанным Фрэнком Заппой или кем-то в этом роде, я бы подумал: «Боже мой! Я, наверное, ничего не хочу знать об этом». Мне также казалось, что несмотря на то, что Прабхупада попросил меня об этом, может на самом деле он и не хотел, чтобы я писал это предисловие. Но это был один из тех случаев, когда я не мог отмазаться. Все уже решили: «Ты пишешь предисловие и всё тут». Ну я и написал.
В предисловии, Харрисон постарался не высказывать узкоконфессиональные взгляды. Биограф Харрисона Джошуа Грин пишет, что основная трудность в написании предисловия заключалась для Харрисона в том, что он должен был выразить свою веру, которая всё ещё находилась в стадии формирования. Харрисон ещё не «акклиматизировался к этой древней вселенной фантастических тварей и божественных существ». В это время Харрисон также переживал тяжёлый период в своей профессиональной карьере. Разногласия по финансовым и правовым вопросам сильно разделили участников The Beatles. Харрисон и Старр оказались в оппозиции Леннону и Маккартни в творческих, коммерческих и личных вопросах. Из-за возникших разногласий, Леннон даже отказался принять участие в записи новой песни Харрисона «I Me Mine». Грин пришет в своей биографии Харрисона «Здесь восходит солнце»:
Что мог Джордж написать в такое время? Какими словами мог он передать свои чувства верующего? Как он мог выразить появившуюся в нём любовь к другим битлам, к друзьям-кришнаитам и ко всему живому как к вечным и божественным живым существам, неотъемлемым частичкам единого вселенского Духа?

### Первое издание
Первое издание «Источника вечного наслаждения» было выпущено кришнаитским издательством ISKCON Press в двух томах общим объёмом в 800 страниц, с 70 цветными иллюстрациями. Весь тираж был отпечатан в японской типографии Dai Nippon в Токио. Первый том был опубликован в июне 1970 года. Его объём составлял почти 400 страниц, а вес — почти 1 кг. На обложке красовалась люминесцентная картина маслом с изображением Радхи и Кришны в любовных объятиях. На следующую страницу после титульного листа был помещён логотип Apple Corps, за которым следовало написанное Харрисоном предисловие.
Пилотные экземпляры первого тома были представлены Прабхупаде 5 июля 1970 года во время фестиваля Ратха-ятры в Сан-Франциско, на празднование которого собралось около 10 000 человек. Сатсварупа Даса Госвами описывает это событие следующим образом:
Окружённый преданными [кришнаитами] и любопытствующими гостями фестиваля, Шрила Прабхупада держал в руках одну из книг, рассматривая её обложку с цветным изображением Радхи-Кришны. Книга была большой: семь с половиной на десять с половиной дюймов. На сверкающей суперобложке большими яркими красными буквами было написано «Кришна». В своих руках Прабхупада благоговейно держал трансцендентное чудо. Присутствовавшие с трудом сдерживались от того, чтобы протолкнуться вперёд к Прабхупаде и заглянуть ему через плечо. Когда Прабхупада улыбнулся и открыл книгу, они не смогли сдержать своих возгласов. Осмотрев иллюстрации, качество печати, бумаги и переплёта, он сказал: «Очень красиво». Сфокусировав своё внимание на одной из страниц, он начал читать. Затем он поднял голову и сказал, что это была очень ценная книга «Кришна», которую только что привезли и которую все должны прочитать. Держа одну из книг в руке, с другими экземплярами выложенными в стопку, он пригласил всех желающих подходить и покупать книги. Люди начали шуметь, протягивать вперёд руки с десятидолларовыми купюрами и кричать, прося продать им экземпляр книги. Прабхупада распродал всё в мгновение ока, даже не оставив ни одной для себя.

### Переговоры с типографией Dai Nippon
В августе 1970 года Прабхупада в сопровождении Тамалы Кришны, Киртананады и других учеников отправился в Японию, намереваясь заключить там договор с типографией Dai Nippon на издание второго тома «Источника вечного наслаждения» и другой кришнаитской литературы. Считая Прабхупаду важным религиозным писателем и уважаемым монахом, Dai Nippon предоставило ему квартиру в Токио (располагавшуюся в 45 минутах езды от токийского храма ИСККОН) и лимузин для передвижения по городу. Переговоры с представителями Dai Nippon продолжались в течение двух дней. В результате была достигнута договорённость на издание второго тома «Источника вечного наслаждения», повторное издание первого тома, а также на публикацию «Шри Ишопанишад» и журнала Back to Godhead на английском и хинди.
Прабхупада смог договориться о выгодной для себя цене и условиях оплаты. Вначале он предложил 1,35 долларов США за каждый экземпляр «Источника вечного наслаждения». Представители типографии заявили, что такая цена была для них совершенно неприемлемой и что согласившись на неё, они потерпели бы убытки. Тогда Прабхупада рассказал о миссии ИСККОН по распространению духовной литературы, назвав её «благотворительной работой на благо всего человечества». Прабхупада также объяснил, что ИСККОН распространял эти книги в обмен на добровольные пожертвования людей, и сам он не получал за это никаких авторских гонораров.
После этого Прабхупада поручил продолжить переговоры своему ученику Тамале Кришне, который внезапно заявил, что предложенная Прабхупадой цена была ИСККОН не по карману и что они готовы были заплатить за каждый экземпляр книги всего лишь 95 центов. Представители типографии начали просить Тамалу Кришну пересмотреть своё решение. В этот момент в разговор вмешался Прабхупада. Выступив в роли нейтрального обозревателя, он сказал: «Я послушал обе стороны и мне кажется, что цена должна быть 1,25 долларов за каждый экземпляр книги. На этом и закончим». Представители Dai Nippon согласились с предложенной Прабхупадой ценой.
После окончания переговоров, представители Dai Nippon подарили Прабхупаде ручные часы, а тот угостил их вегетарианским обедом. Японцам особенно пришлись по вкусу такие блюда индийской кухни, как самоса и пакора.

### Последующие издания
После первого издания 1970 года, «Источник вечного наслаждения» многократно переиздавался. В 1971 году вышло в свет второе издание книги, на этот раз в трёх томах и в мягкой обложке. После основания в 1972 году «Бхактиведанта Бук Траст» (ББТ), книгу продолжило публиковать это издательство. В 1986 году вышло первое издание в однотомном формате, для которого ББТ слегка исправило и отредактировало текст. В том же году индийский филиал ББТ опубликовал первое издание «Источника вечного наслаждения» на русском языке. В 1990 году книга была переиздана на русском языке российским филиалом ББТ тиражом в 100 000 экземпляров.
В 2003 году вышло новое, полностью переработанное делюкс-издание, ставшее плодом трудоёмкой работы художников и редакторов ББТ. Редакторы слово в слово сравнили оригинальные аудиозаписи, сделанные Прабхупадой, с текстом книги, и исправили ошибки, допущенные предыдущими редакторами. В основном по причине того, что Прабхупада говорил на английском с сильным акцентом, в тексте было найдено довольно много ошибок. Таким образом, это делюкс-издание является наиболее приближенным к изначальной версии, надиктованной Прабхупадой на плёнку в 1968—1970 годы.
Специально для делюкс-издания 2003 года ББТ заказало литовской художнице Деваки Даси написать 77 новых иллюстраций, на создание которых у неё ушло несколько лет. Для создания иллюстраций Деваки использовала акварель в сочетании с индийскими чернилами. Согласно журналу Ashé, каждая из иллюстраций художницы «производит впечатление священного гобелена, который запроста мог бы украшать стены одного из храмов».
В делюкс-издании к книге прилагается карта Древней Индии, на которой можно найти места, в которых происходят описываемые в книге события, и мультимедийный компакт-диск. На диске содержится тест на знание книги, мультимедийный рассказ истории о сокровище Сьямантака, мантра «Харе Кришна» в исполнении Прабхупады и итальянского исполнителя Кришнапремы, а также книга в формате PDF.
В 2008 году российское отделение ББТ опубликовало делюкс-издание книги на русском языке. На этот раз книга вышла под новым названием «Кришна, Верховная Личность Бога», что является буквальным переводом её изначального английского названия.
По данным на начало 2000-х годов, книга «Источник вечного наслаждения» была переведена и опубликована на 20 языках суммарным тиражом более 5 млн экземпляров.

## История продаж
Прабхупада хотел, чтобы его ученики активно распространяли духовную литературу. Однако, поначалу никто из них не знал, как это делать. Продавать «Источник вечного наслаждения» и другие большие книги казалось гораздо сложнее, чем распространять журналы Back to Godhead в обмен на небольшие денежные пожертвования. Кришнаиты помещали рекламу в газеты и журналы, оставляли книги в книжных магазинах, но ничего не работало — книги не продавались. Прорыв на этом фронте произошёл в начале 1971 года благодаря двум монахам из сан-франциского храма ИСККОН, которые по пути назад в храм после санкиртаны остановились на заправочной станции. Когда пришло время заплатить за бензин, кришнаиты показали работнику автозаправки «Источник вечного наслаждения» и рассказали ему о Кришне. Работника тема заинтересовала и кришнаиты предложили ему книгу вместо платы за бензин, на что тот охотно согласился.
Вдохновившись, на следующий день эти два монаха вышли распространять «Источник вечного наслаждения» у входа в один из супермаркетов Сан-Франциско, где им удалось продать за несколько часов две книги. Когда президент сан-франциского храма Кешава сообщил об этом тогдашнему руководителю ИСККОН в Калифорнии Карандхаре, Карандхара посоветовал кришнаитам продолжать экспериментировать в этом направлении. Более десятка кришнаитских монахов из сан-францисского храма начали ежедневно обходить дома и предлагать людям купить «Источник вечного наслаждения». Вскоре самый успешный из них, Буддхиманта, начал продавать в среднем по пять книг в день. Следуя примеру своих собратьев из Сан-Франциско, монахи из храмов ИСККОН в Лос-Анджелесе, Сан-Диего и Денвере также начали заниматься продажей «Источника вечного наслаждения». Сатсварупа Даса Госвами пишет в своей биографической книге о Прабхупаде, что кришнаиты, занимавшиеся распространением духовной литературы, испытывали особое духовное блаженство от этой деятельности.
К середине 1971 года кришнаитские храмы в Америке продавали сотни экземпляров «Источника вечного наслаждения» в неделю. Карандхара начал поощрять соревнование между храмами и ежемесячно отсылать результаты санкиртаны во все храмы ИСККОН в Северной Америке и лично Прабхупаде. Больше всего книг продавали кришнаиты из храма в Сан-Франциско — в среднем по двадцать в день. В лучшие дни количество проданных книг доходило до семидесяти. Когда новости об этом дошли до Прабхупады, тот в письме поздравил сан-францисских кришнаитов, сказав, что все они «миллионы раз получат благословения Кришны» за свою работу. Копии этого письма были разосланы Карандхарой во все храмы ИСККОН.
Второй прорыв на фронте распространения кришнаитской литературы произошёл в декабре 1972 года, когда было положено начало традиции проведения «рождественского марафона» по распространению книг. Были установлены новые рекорды по продаже кришнаитской литературы. Так, за три дня с 22 по 24 декабря 1972 года кришнаиты лос-анджелесского храма продали 17 000 экземпляров книг и журналов.
Летом 1973 года кришнаиты обнаружили, что на рок-концертах можно было продать по нескольку сотен экземпляров «Источника вечного наслаждения» всего за несколько часов. Предисловие Джорджа Харрисона делало книгу особенно привлекательной для молодых людей. В июле Рамешвара сообщил в письме Прабхупаде, что храм в Лос-Анджелесе продавал в среднем по две тысячи «Источников вечного наслаждения» в неделю и что во время одного из рок-концертов, кришнаиты смогли продать 600 экземпляров книги всего за два часа. Добившиеся таких выдающихся успехов лос-анджелесские кришнаиты решили поделиться своим опытом со своими собратьями, послав с этой целью в другие храмы Трипурари и ряд других успешных распространителей литературы.

## В массовой культуре
В 1997 году видоизменённая иллюстрация к «Источнику вечного наслаждения» с изображением Кришны, танцующего на головах демонического змея Калии, появилась на обложке альбома американской рок-группы Aerosmith Nine Lives. Кришна был изображён с кошачьей головой, что вызвало протесты кришнаитов и других индуистов, посчитавших это оскорблением своей религии. Кришнаитское издательство «Бхактиведанта Бук Траст», которому принадлежат авторские права, подало в суд. В результате лейбл Columbia Records был вынужден принести извинения и заменить обложку альбома на другую.
Книгу «Источник вечного наслаждения» можно увидеть в документальном фильме Мартина Скорсезе «Джордж Харрисон: жизнь в материальном мире» (2011). Режиссёр крупным планом показал написанное Джорджем Харрисоном предисловие.